# 彼得羅-伊萬尼夫卡
49°55′42″N 37°41′17″E / 49.92833°N 37.68806°E
彼得羅-伊萬尼夫卡（烏克蘭語：Петро-Іванівка）是位於烏克蘭東部的村莊，由哈爾科夫州庫皮揚斯克區的德沃里奇納市鎮負責管轄。該村始建於1899年，面積0.63平方公里，海拔高度90米，2001年人口256，人口密度每平方公里407.6人。